# Monument aux morts de Bourg-en-Bresse
Le monument aux morts de Bourg-en-Bresse est un mémorial situé à Bourg-en-Bresse dans le département français de l'Ain.

## Histoire
Il est inscrit au titre des monuments historiques depuis le 13 mars 2019.